# I Used to Be Darker
Pour plus de détails, voir Fiche technique et Distribution.

I Used to Be Darker est un film américain réalisé par Matthew Porterfield, sorti en 2013.

## Synopsis
Fuyant l'Irlande du Nord après avoir compris qu'elle était enceinte, Taryn, 19 ans, trouve refuge chez sa tante Kim à Baltimore. Celle-ci est en train de se séparer de son compagnon, Bill, sous le regard réprobateur de leur fille Abby.

## Fiche technique
- Réalisation : Matthew Porterfield
- Scénario : Matthew Porterfield et Amy Belk
- Photographie : Jeremy Saulnier
- Direction artistique : Bart Mangrum
- Musique : Linda Cohen
- Décors : Bart Mangrum
- Montage : Marc Vives
- Durée : 90 minutes
- Date de sortie :
  -  France : 25 décembre 2013

## Distribution
- Deragh Campbell : Taryn
- Hannah Gross : Abby
- Ned Oldham : Bill
- Kim Taylor : Kim
- Nicholas Petr : Nick
- Geoff Grace : Geoff
- John Belanger : Ben
- Jack Carneal : Jack
- Adèle Exarchopoulos : Camille
- Declan Sammon : Sam